# Амерґін (кратер)
Кратер Амерґін (англ. Craters Amergin) — метеоритний кратер на Європі, супутнику Юпітера.

## Характеристики
Утворився на місці падіння на поверхню супутника Європа космічного метеорита, якого притягнув у свою орбіту масивний Юпітер. Внаслідок чого сформувався ударний кратер з діаметром 17 кілометрів. Центр кратера розташовано за координатами  	14°42′° пд. ш., та 129°4′ зх. д.
Вперше про льодовий кратер довідалися в 2000 році, після дослідження поверхні супутника телескопами з Землі. Названий на ім'я ірландського друїда та поета Амерґіна, героя кельтської міфології.